# The Death of Emmett Till
The Death Of Emmett Till est une chanson de Bob Dylan qui retrace les circonstances du meurtre d'Emmett Till et du jugement biaisé qui s'est ensuivi.
La chanson exprime l'horreur des évènements et la prise de position de l'artiste.

## Origines et inspirations

### Origines
Pour un article plus général, voir Emmett Till.
"La mort d'Emmett Till", également connu sous le nom de "La ballade d'Emmett Till", est une chanson du musicien américain et lauréat du prix Nobel Bob Dylan sur le meurtre de Emmett Till. Till, un Afro-Américain de 14 ans, a été tué le 28 août 1955 par deux hommes blancs, après avoir été accusé de manque de respect envers une femme blanche. Dans les paroles de la chanson, Dylan raconte le meurtre et le procès.
Bien que la chanson ne soit jamais apparue sur aucun des albums studio de Dylan, elle est apparue sur un certain nombre d'bootlegs. Une performance bootleggée, qui a été enregistrée à partir de l'émission de radio de Cynthia Gooding intitulée ' "Folksinger's Choice" au début de 1962 commence avec Dylan disant que la mélodie est basée sur des accords qu'il a entendus du musicien de folk Len Chandler.

### Contenu
The Death Of Emmett Till - (1963), de l'album "The witmark demos" est un  classique des concerts des débuts de Dylan à New York. Ce protest song, assez long est une indignation et commémoration contre le  meurtre raciste  d'Emmett Till commis le 28 août 1955.
| Vidéos externes |                                                                              |
|                 | https://www.youtube.com/watch?v=MCfLsX-qkkc&ab_channel=BobDylan-Topic        |
|                 | https://www.youtube.com/watch?v=OH9Z1A7Omi4&ab_channel=SeppeDeVreessePieters |

Accords de la chanson : CₘE♭FG; Clé : Cₘ; BPM : 115; Fréquence : 429 Hz 
La mélodie est assez similaire à "The House of the Rising Sun" de l'album  Bob Dylan. L'interprétation de la chanson par Dylan est sortie sur l'album de 1972 Broadside Ballads, Vol. 6: Broadside Reunion, sous le nom d'artiste Blind Boy Grunt. Un autre enregistrement, enregistré comme démo pour l'éditeur de musique M. Witmark & Sons et également piraté pendant de nombreuses années, est sorti sur The Bootleg Series Vol. 9 – Les démos Witmark : 1962-1964 en octobre 2010.

### Paroles
| Paroles en Anglais ’Twas down in Mississippi not so long ago When a young boy from Chicago town stepped through a Southern door This boy’s dreadful tragedy I can still remember well The color of his skin was black and his name was Emmett Till Some men they dragged him to a barn and there they beat him up They said they had a reason, but I can’t remember what They tortured him and did some things too evil to repeat There were screaming sounds inside the barn, there was laughing sounds out on the street Then they rolled his body down a gulf amidst a bloody red rain And they threw him in the waters wide to cease his screaming pain The reason that they killed him there, and I’m sure it's not a lie Was just for the fun of killin’ him and to watch him slowly die And then to stop the United States of yelling for a trial Two brothers they confessed that they had killed poor Emmett Till But on the jury there were men who helped the brothers commit this awful crime And so this trial was a mockery, but nobody seemed to mind I saw the morning papers but I could not bear to see The smiling brothers walkin’ down the courthouse stairs For the jury found them innocent and the brothers they went free While Emmett’s body floats the foam of a Jim Crow southern sea If you can’t speak out against this kind of thing, a crime that’s so unjust Your eyes are filled with dead men’s dirt, your mind is filled with dust Your arms and legs they must be in shackles and chains, and your blood it must refuse to flow For you let this human race fall down so God-awful low! This song is just a reminder to remind your fellow man That this kind of thing still lives today in that ghost-robed Ku Klux Klan But if all of us folks that thinks alike, if we gave all we could give We could make this great land of ours a greater place to live | Traduction en français Là-bas dans le Mississippi il n'y a pas si longtemps Un jeune homme de Chicago franchit un seuil de Sudiste La tragédie terrible de ce garçon, je m'en souviens encore La couleur de sa peau était noire et il s'appelait Emmett Till Des hommes l'emmenèrent dans une grange et là ils le battirent Ils dirent qu'ils avaient une bonne raison, mais je ne me souviens pas laquelle Ils le torturèrent et firent des choses trop horribles pour les répéter Dedans la grange il y avait des cris, dehors la rue résonnait de rires Ensuite ils firent rouler son corps dans un fossé sous une pluie rouge sang Et le jetèrent dans l'eau profonde pour cesser ses hurlements de douleur La raison pour laquelle ils l'ont tué là-bas, et je suis sûr que ce n'est pas un mensonge C'était juste pour le plaisir de le tuer et de le regarder mourir lentement Alors pour empêcher les Etats-Unis de réclamer un procès Deux frères confessèrent qu'ils avaient tué le pauvre Emmett Till Mais le jury comptait des hommes qui avaient aidé les frères à commettre ce crime affreux Et donc ce procès fut une farce, mais personne ne sembla s'en préoccupper Je vis les journaux du matin mais ne put supporter de voir Le sourire des frères qui descendaient les marches du Palais de Justice Car le jury les déclara innocents et les frères sortirent libres Tandis que le corps d'Emmett Till voguait sur les mers racistes du Sud Si on ne peut plus protester contre cette sorte de choses, un crime si injuste C'est que les yeux sont remplis de la saleté des morts, l'esprit est empli de poussière Les bras et jambes doivent être dans les fers, et le sang doit refuser de couler Car on a laissé cette race humaine tomber si diablement bas ! Cette chanson n'est qu'un rappel pour ton prochain Que ce genre de choses existe toujours dans ce Ku Klux Klan aux robes de fantôme Mais si nous tous qui pensons la même chose, si nous donnions tout ce que nous pouvons Nous pourrions faire de ce grand pays qui est le notre un endroit meilleur à vivre |

## Reprises et collaborations et notoriété
Stephen J. Whitfield qualifie les paroles de « mièvres » mais décrit « la ballade » comme « une tentative précoce de perpétuer la tradition de la chanson folklorique de protestation ».